# Operacja Atlantic
Operacja Atlantic – operacja ofensywna II Korpusu Kanadyjskiego przeprowadzona w ramach bitwy o Normandię podczas II wojny światowej w dniach 18–21 lipca 1944 r. Ofensywa rozpoczęta równolegle z  brytyjską operacją Goodwood przez 2 Armię gen. Milesa Dempseya była jedną operacji mających na celu wyzwolenie francuskiego miasta Caen i jego okolic od sił niemieckich. Początkowo odniosła sukces, zdobywając przyczółek na brzegach rzeki Orne w pobliżu Saint-André-sur-Orne, lecz atak kanadyjskiej 4 i 6 Brygady Piechoty z 2 Dywizji Piechoty przeciwko silnie bronionym niemieckim pozycjom na wzgórzu Verrières okazał się kosztowną porażką.

## Tło sytuacyjne
Zdobycie historycznego normandzkiego miasta Caen było najważniejszym celem przydzielonym brytyjskiemu I Korpusowi gen. Johna Crockera i jego 3 Dywizji Piechoty w dniu inwazji, po wylądowaniu na plaży Sword 6 czerwca 1944 r. Plany operacji Overlord nakładały na brytyjską 2 Armię zadanie zabezpieczenia miasta i utworzenia linii od Caumont-l’Éventé do południowo-wschodniej części Caen, uzyskując w ten sposób grunty pod lotniska polowe i chroniąc lewą flankę amerykańskiej 1 Armii, która pod dowództwem gen. Omara Bradleya atakowała w kierunku Cherbourga. Kontrolowanie Caen i okolic dawałoby 2 Armii także bazę wypadową, która posłużyłaby do ataków na południe w celu zdobycia Falaise, osi natarcia na Argentan, a następnie za rzekę Touques. Teren między Caen i Vimont był otwarty, suchy i sprzyjał szybkim operacjom ofensywnym. Ponieważ siły alianckie znacznie przewyższały liczebnie Niemców w czołgach i pojazdach pancernych, świadczyło to na ich korzyść.
W dniu inwazji 3 Dywizja Piechoty nie była jednak w stanie zaatakować Caen i została zatrzymana na północ od miasta. Operacja Perch, atak okrążający I i XXX Korpusu rozpoczął się 7 czerwca, z zamiarem okrążenia Caen ze wschodu i zachodu. I Korpus, uderzający na południe z przyczółku Orne, został zatrzymany przez 21 Dywizję Pancerną, zaś atak XXX Korpusu utknął przed Tilly-sur-Seulles z powodu silnego oporu ze strony Dywizji Panzer Lehr. W celu zmuszenia wroga do wycofania lub poddania się oraz utrzymania płynności operacji brytyjska 7 Dywizja Pancerna przecisnęła się przez niedawno utworzoną lukę na niemieckiej linii frontu, by zdobyć miasto Villers-Bocage. W wyniku trwającej cały dzień bitwy awangarda brytyjskiej 7 Dywizji Pancernej wycofała się z miasta, ale do 17 czerwca Dywizja Panzer Lehr sama została zmuszona do wycofania się, a XXX Korpus zdobył Tilly-sur-Seulles. Dalsze operacje ofensywne zostały przełożone 19 czerwca, gdy silna burza nawiedziła kanał La Manche na trzy dni, opóźniając przybycie statków z alianckimi posiłkami i zaopatrzeniem.
26 czerwca Brytyjczycy rozpoczęli operację Epsom, próbę podjętą przez VIII Korpus gen. Richarda O'Connora, aby oskrzydlić obronę Caen, przekraczając rzekę Odon na zachód od miasta, a następnie uderzając łukiem na wschód. Atak został poprzedzony mniejszą operacją Martlet, która zabezpieczyła flankę VIII Korpusu, zdobywając wzniesienie po ich prawej stronie. Niemcom udało się powstrzymać ofensywę, ale zostali zmuszeni do porzucenia całego sprzętu pancernego, w tym dwóch nowo przybyłych do Normandii dywizji pancernych zmusiło ich do odwołania planowanej ofensywy przeciwko brytyjskim i amerykańskim pozycjom wokół Bayeux. Kilka dni później 2 Armia rozpoczęła nową ofensywę pod kryptonimem operacja Charnwood na odcinku Caen. W ataku frontalnym w dniach 8–9 lipca północna część miasta została zajęta. Siły niemieckie nadal utrzymywały dzielnice po południowej stronie rzeki Orne, w tym hutę Colombelles, używaną jako punkt obserwacyjny dla obserwatorów artyleryjskich.

## Preludium

### Plan
10 lipca gen. Bernard Law Montgomery, dowódca alianckich sił lądowych w Normandii, odbył spotkanie w swojej kwaterze głównej z gen. Milesem Dempseyem i Omarem Bradleyem, dowódcami brytyjskiej 2 Armii i amerykańskiej 1 Armii, aby przedyskutować ataki, które ma przeprowadzić 21 Grupa Armii po zakończeniu operacji Charnwood i niepowodzeniu pierwszej próby przełamania frontu przez siły 1 Armii. Montgomery zatwierdził operację Cobra, poważną próbę przełamania za zachodnim odcinku frontu 18 lipca i nakazał Dempseyowi nie zaprzestawać ataków, przyciągających niemieckie siłę, szczególnie pancerne, na odcinek natarcia wojsk anglo-kanadyjskich, aby ułatwić natarcie Amerykanom.
Szczegółowe planowanie operacji Goodwood rozpoczęto w piątek 14 lipca. 15 lipca Montgomery wydał pisemne polecenie, aby Dempsey ograniczył operację. Te nowe rozkazy zmieniły operację z „głębokiego wyłomu na ograniczony atak”. Intencją operacji było teraz „związanie walką niemieckich sił pancernych i przetrzebienie ich do tego stopnia, że nie będą już stanowić żadnej wartości dla Niemców”, oraz powiększenie stanu posiadania 2 Armii. W rozkazach stwierdzono, że „zwycięstwo na wschodniej flance pomoże nam osiągnąć to, czego chcemy na zachodniej flance”, ale ostrzegano, że operacje nie mogą zagrażać pozycji 2 Armii, ponieważ był to „mocny bastion”, potrzebny do sukcesu amerykańskiej operacji. Podkreślono, że cele II Korpusu Kanadyjskiego są teraz kluczowe i dopiero po ich wykonaniu VIII Korpus będzie mógł nacierać tak, jak wymaga tego sytuacja.

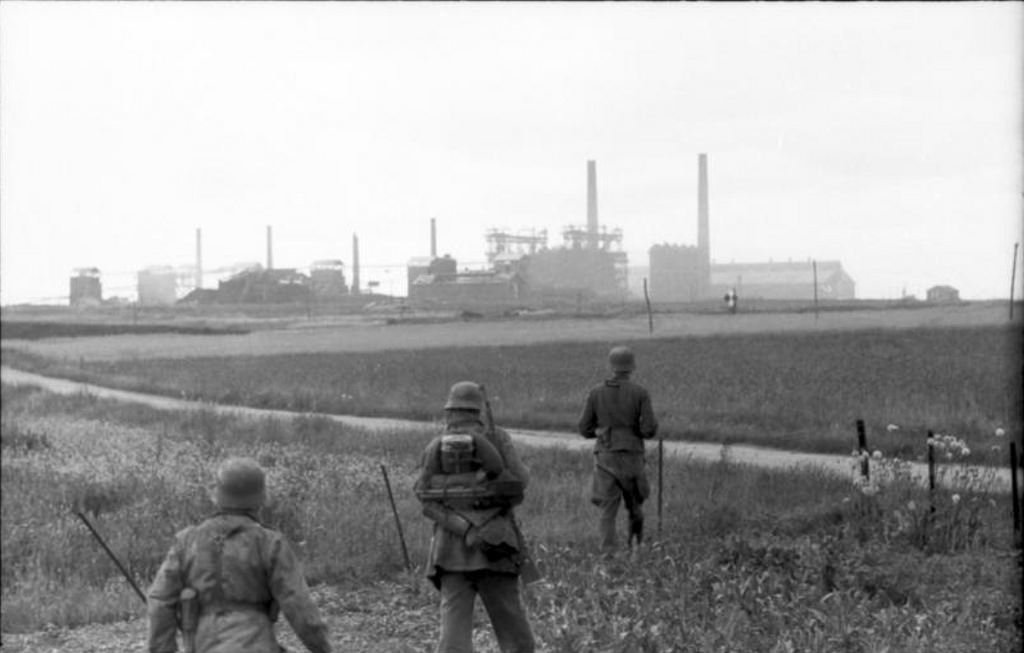
Niemiecki patrol zmierza w kierunku huty Colombelles

Kanadyjski II Korpus gen. gen. Guya Simondsa miał w tym samym czasie przeprowadzić atak o kryptonimie operacja Atlantic na zachodniej flance VIII Korpusu, aby wyzwolić Colombelles i pozostałą część Caen na południe od rzeki Orne. Po zdobyciu tych obszarów Korpus miał być gotowy do zdobycia wzgórza Verrières. Rozpoczęcie operacji Atlantic–Goodwood miało nastąpić 18 lipca, dwa dni przed planowanym początkiem operacji Cobra.
Przygotowania do operacji Atlantic przekazano gen. Simondsowi w jego pierwszej akcji jako dowódcy II Korpusu Kanadyjskiego. Planował on operację jako atak dwutorowy, polegający na uderzeniu kanadyjskiej 2 i 3 Dywizji Piechoty w celu zdobycia Vaucelles, Colombelles i przeciwległych brzegów rzeki Orne. Rankiem 18 lipca 3 Dywizja gen. Roda Kellera przekroczyła Orne w pobliżu Colombelles, a następnie udała się na południe w kierunku drogi krajowej 158. Stamtąd miała uderzać na Cormelles-le-Royal. 2 Dywizja pod dowództwem gen. Charlesa Foulkesa zaatakowałaby z Caen na południowy wschód, przekraczając Orne, aby zdobyć obrzeża Vaucelles. Następnie wykorzystałaby Cormelles jako punkt wyjściowy do ataku na wzniesienie w pobliżu wzgórza Verrières, 4,8 km na południe.

## Bitwa
Rankiem 18 lipca, przy ciężkim wsparciu lotniczym, zaawansowane elementy kanadyjskiej 3 Dywizji Piechoty były w stanie zdobyć Colombelles i Faubourg-de-Vaucelles, serię przemysłowych przedmieść na południe od Caen wzdłuż rzeki Orne. Do południa dwie kompanie Black Watch przekroczyły rzekę Orne, przy czym kompania A poniosła mniej niż dwadzieścia ofiar. Dodatkowym batalionom z 5 Brygady udało się przedostać na południe do Saint-André-sur-Orne. Po zabezpieczeniu wschodniego brzegu rzeki Orne, 4 i 6 Brygada Piechoty zajęły pozycje wyjściowe do ataku na wzgórze Verrières.
Niemieckie dowództwo (Oberkommando der Wehrmacht) nie przeoczyło strategicznego znaczenia wzgórza. Chociaż nie wyższe niż 27 m, dominowało nad drogą Caen–Falaise, blokując siły alianckie przed wkroczeniem na otwarty teren na południe od Caen. Elitarny I Korpus Pancerny SS pod dowództwem Seppa Dietricha oraz elementy 12 Dywizji Pancernej SS i 1 Dywizji SS „Leibstandarte SS Adolf Hitler” broniły tego obszaru, obficie wyposażone w artylerię, wyrzutnie Nebelwerfer oraz czołgi.
Jednostki należące do kanadyjskiego Królewskiego Pułku Cameron Highlanders, wspierające Pułk South Saskatchewan z 2 Dywizji były w stanie zdobyć pozycje w Saint-André-sur-Orne we wczesnych godzinach porannych 20 lipca, ale wkrótce zostały przygwożdżone przez niemiecką piechotę i czołgi. Równoczesny bezpośredni atak na zbocza wzgórza Verrières przez Pułk South Sakatchewan zakończył się fiaskiem, gdy ulewny deszcz uniemożliwił wsparcie powietrzne i zamienił ziemię w błoto, co utrudniało manewrowanie czołgom. Kontrataki dwóch niemieckich dywizji pancernych zmusiły żołnierzy South Saskatchewan do powrotu na linię wyjściową i uderzyły w batalion wspierający z Pułku Essex Scottish, który stracił ponad 300 ludzi, walcząc przeciwko 12 Dywizji Pancernej SS. Tymczasem na wschodzie reszta I Korpusu Pancernego SS stoczyła największą bitwę pancerną kampanii normandzkiej, przeciwko siłm brytyjskim biorącym udział w operacji Goodwood. Do końca dnia Pułk South Saskatchewan stracił 282 ludzi, a grań wciąż znajdowała się w rękach wroga.
Simonds był zdeterminowany, by zdobyć wzgórze. Wysłał dwa bataliony, Black Watch i Calgary Highlanders, aby ustabilizować sytuację, oraz wykonać niewielkie kontrataki do dnia 21 lipca, w którym udało się powstrzymać formacje pancerne Dietricha. Zanim operacja została odwołana, siły kanadyjskie utrzymywały kilka przyczółków na wzgórzu, w tym bezpieczną teraz pozycję w punkcie 67. Cztery dywizje niemieckie nadal utrzymywały szczyt. W sumie działania wokół wzgórza Verrières podczas operacji Atlantic spowodowały ponad 1300 ofiar po stronie kanadyjskiej.

## Następstwa

### Analiza
Dzielnice Caen leżące na południe od Orne zostały wyzwolone, ale niepowodzenie prób zdobycia wzgórza Verrières spowodowało, że Montgomery wydał 22 lipca rozkazy dotyczące kolejnej ofensywy, tym razem będącej „atakiem wstrzymującym” skoordynowanym z operacją Cobra. W związku z tym gen. Guy Simonds utworzył plany operacji Spring. Bitwa pod wzgórzem Verrières pochłonęła ponad 2600 kanadyjskich ofiar do końca dnia 26 lipca.

### Straty
Historyk armii kanadyjskiej, Charles Stacey oszacował straty Kanadyjczyków we wszystkich dywizjach na 1965 ludzi, z których 441 zostało zabitych lub zmarło z ran. Terry Copp odnotował 1 349–1 965 ofiar w operacji Atlantic, większość z 4 i 6 Brygady Piechoty.